# Хамберг (Арканзас)
Хамберг (англ. Hamburg, Arkansas) — город, расположенный в округе Ашли (штат Арканзас, США) с населением в 2721 человек по статистическим данным переписи 2008 года.
Является административным центром округа Ашли.

## География
По данным Бюро переписи населения США Хамберг имеет общую площадь в 8,81 квадратных километров, водных ресурсов в черте населённого пункта не имеется.
Хамберг расположен на высоте 49 метров над уровнем моря.

## Демография
По данным переписи населения 2008 года в Хамберге проживал 2721 человек, 802 семьи, насчитывалось 1158 домашних хозяйств и 1264 жилых дома. Средняя плотность населения составляла около 309 человек на один квадратный километр. Расовый состав Хамберга по данным переписи распределился следующим образом: 60,32 % белых, 33,63 % — чёрных или афроамериканцев, 0,36 % — коренных американцев, 0,13 % — азиатов, 0,10 % — выходцев с тихоокеанских островов, 1,84 % — представителей смешанных рас, 3,62 % — других народностей. Испаноговорящие составили 6,55 % от всех жителей города.
Из 1158 домашних хозяйств в 33,6 % — воспитывали детей в возрасте до 18 лет, 49,7 % представляли собой совместно проживающие супружеские пары, в 16,0 % семей женщины проживали без мужей, 30,7 % не имели семей. 27,7 % от общего числа семей на момент переписи жили самостоятельно, при этом 15,1 % составили одинокие пожилые люди в возрасте 65 лет и старше. Средний размер домашнего хозяйства составил 2,55 человек, а средний размер семьи — 3,12 человек.
Население города по возрастному диапазону по данным переписи 2000 года распределилось следующим образом: 27,9 % — жители младше 18 лет, 7,9 % — между 18 и 24 годами, 26,5 % — от 25 до 44 лет, 20,4 % — от 45 до 64 лет и 17,3 % — в возрасте 65 лет и старше. Средний возраст жителей составил 37 лет. На каждые 100 женщин в Хамберге приходилось 89,9 мужчин, при этом на каждые сто женщин 18 лет и старше приходилось 84,4 мужчин также старше 18 лет.
Средний доход на одно домашнее хозяйство в городе составил 26 189 долларов США, а средний доход на одну семью — 36 875 долларов. При этом мужчины имели средний доход в 28 696 долларов США в год против 20 750 долларов среднегодового дохода у женщин. Доход на душу населения в городе составил 14 599 долларов в год. 20,8 % от всего числа семей в округе и 25,2 % от всей численности населения находилось на момент переписи населения за чертой бедности, при этом 35,1 % из них были моложе 18 лет и 19,9 % — в возрасте 65 лет и старше.

## Известные уроженцы и жители
- Скотти Пиппен — баскетболист, лёгкий форвард, шестикратный чемпион НБА (1991—1993, 1996—1998) в составе «Чикаго Буллз», двукратный олимпийский чемпион и член Зала славы.